# Ковент-Гарден (район)
Ковент-Гарден (англ. Covent Garden) — район в центре Лондона, в восточной части Вест-Энда между Сент-Мартинс Лейн и Друри-Лейн. Район связан с бывшим здесь ранее на центральной площади фруктовым и овощным рынком, а сейчас является популярным местом шоппинга и туристической достопримечательностью вместе с расположенным здесь Королевским Домом Оперы, также известным, как «Ковент-Гарден». Район разделён главной артерией, улицей Лонг Акр (англ. Long Acre (street)), к северу от которой расположены независимые маленькие магазинчики, в основном расположенные в Нилс Ярд (англ. Neal's Yard) и Севен Дайлс (англ. Seven Dials), к югу — центральная площадь с уличными артистами и большинством красивых зданий, театров и развлекательных заведений, включая Королевский театр Друри-Лейн и Лондонский музей общественного транспорта.
Хотя до XVI века это были в основном поля, район был ненадолго заселён, когда он стал сердцем англосаксонского города Люденвик. После того, как город был заброшен, часть территории была защищена стеной для использования в качестве пахотных земель и фруктовых садов Вестминстерским аббатством и называлась «сады Аббатства и Монастыря». Земля, уже под названием «Ковент-Гарден», была отобрана Генрихом VIII и подарена его сыном Эдуардом VI графу Бедфордскому в 1552 году. Тот дал поручение Иниго Джонсу построить там красивые дома, чтобы привлечь богатых арендаторов. Джонс спроектировал площадь с аркадами и церковь Святого Павла. Дизайн площади был необычным для Лондона и оказал большое влияние на современную планировку города, сыграв роль прототипа для проектов новых районов по мере роста Лондона. Небольшой фруктовый и овощной рынок на открытом воздухе появился на южной стороне модной площади к 1654 году. Постепенно и рынок, и окружающая его территория получили дурную славу по мере открытия таверн, театров, кофеен и борделей, добропорядочные жители съезжали, а на их место приходили повесы, юмористы и писатели. К XVIII веку это место стало известным кварталом красных фонарей, привлекавшим лучших проституток. Был издан Парламентский Акт для контроля над территорией и неоклассическое здание было построено в 1830 году, чтобы дать крышу рынку, а также легче его контролировать. Свободное место на площади сокращалось по мере роста рынка и добавления новых зданий: Цветочного Холла, Прокатного Рынка и Юбилейного рынка в 1904 году. К концу 1960-х автомобильный пробки стали создавать ещё большие проблемы, и в 1974 году рынок был перемещён в «Новый Рынок Ковент-Гарден», примерно в 5 км на юго-восток в районе Найн Элмс. Центральное здание открылось вновь в 1980 году в качестве торгового центра и теперь является туристической достопримечательностью с кафе пабами, маленькими магазинчиками и ремесленным рынком под названием «Яблочный Рынок» вместе с другими рыночками в Юбилейном Холле.
Ковент-Гарден входит в боро Вестминстер и Камден, а также парламентские избирательные округ Лондонского Сити и Вестминстера и округ Холборн и Сент-Панкрас. Район обслуживался линией метро Пикадилли на станции «Ковент Гарден» с 1907 года, а маршрут от станции «Лестер Скуэр» в 300 ярдов (примерно 275 метров) — самый короткий в Лондоне.

## История

### Ранняя История

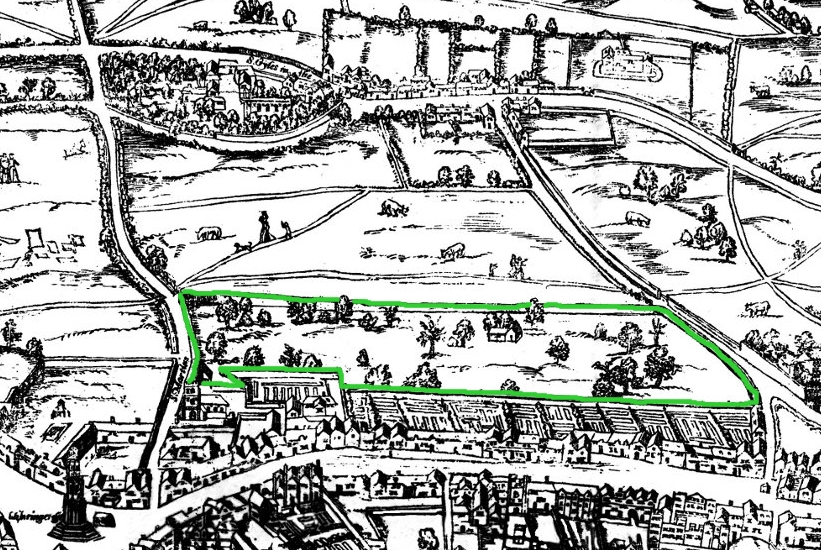
Карта Ковент-Гарден 1572 года с окружающей стеной, помеченной зелёным

Маршрут Стрэнда, на южной границе которого потом появится Ковент-Гарден, использовался во время римского периода как часть маршрута в Силчестер (англ. Silchester), известный как «Итер VII» в Итинерарие Антонина. Раскопки 2006 года в Сент-Мартин-ин-зе-Филдс обнаружили римскую гробницу, что даёт основание предположениям о значительности, как место захоронения. Район к северу от Стрэнда долгое время считался незаселённым до XVI века, однако теории, что там находилось англосаксонское поселение в западу от древнего римского города Лондиниум, появились благодаря раскопкам в этом районе в 1985 и 2005 годах. Они обнаружили, что Ковент-Гарден был центром торгового города Лундервик, появившегося примерно в 600 году н. э., который растянулся от Трафальгарской площади до Олдвича. Альфред Великий постепенно перетянул поселение в Лондиниум начиная примерно с 886 год н. э., не оставив никаких следов от старого города и место вновь стало обычными полями.
Примерно в 1200-х годах впервые упоминаются аббатские сады в документе, упоминающем сады, огороженные стенами и принадлежащие Бенедиктинским монахам из Аббатства Святого Петра в Вестминстере. Более поздний документ, датируемый между 1250 и 1283 годами упоминает «сад аббатства и монастыря Вестминстера». В XIII веке это стало 16 гектарным квадратом из смеси фруктовых садов, лугов, пастбищ и пашни, расположенных между современной Сент-Мартинс Лейн и Друри-Лейн, а также Флорал Стрит и Мейден Лейн. Использование имени «Ковент» — англо-французского термина религиозной общности, эквивалентной «монастырю» —появляется в 1515 году, когда аббатство, которое кусками сдавало землю с северной стороны Стрэнда для гостиниц и рыночных садов, сдала в аренду огороженный стеной сад, упоминая его как «сад, называемый Ковент-Гарден». С тех пор он и стал носить это имя.

### Бедфордское имущество (1552—1918)

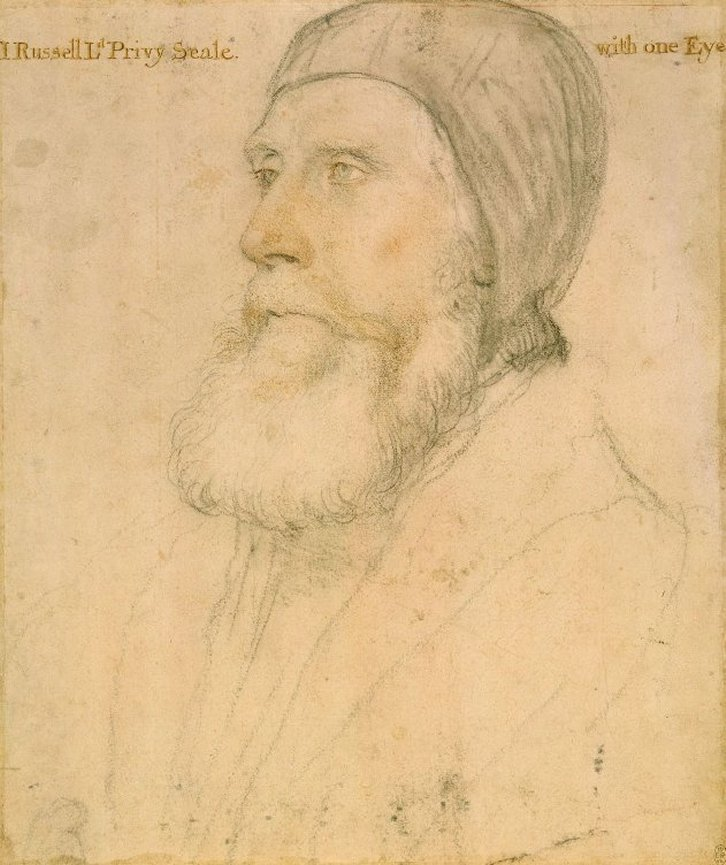
Джон Рассел, Первый Граф Бедфордский, получил Ковент-Гарден в 1552 году

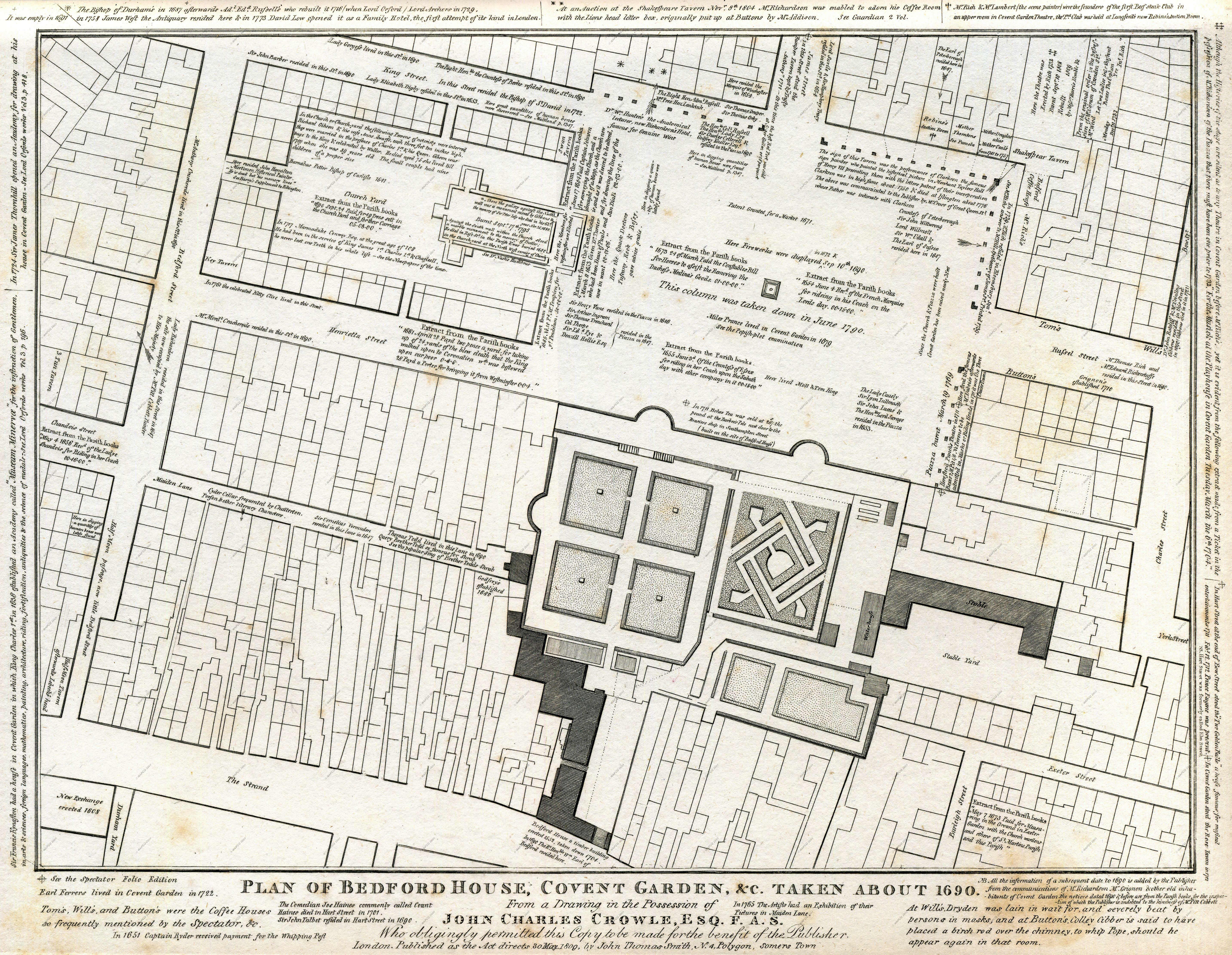
План Ковент-Гарден в 1690 году

После роспуска монастырей (англ. Dissolution of the Monasteries) в 1540 году Генрих VIII взял себе земли, принадлежавшие Вестминстерскому Аббатству, включая монастырский сад и семь акров севернее, называвшиеся Лонг Акр, а в 1552 году его сын Эдуард VI подарил их Джону Расселу, Первому Графу Бедфордскому. Семья Рассел, которая в 1694 году была продвинута в своём пэрстве из графов в герцоги Бедфордские, владела землёй с 1552 по 1918 год.
Расселы построили свой дом и сад на части этой земли с выходом на Стрэнд, большим садом растянувшимся с южной стороны и старый закрытый стеной монастырский сад. Кроме этого и разрешения построить несколько низкокачественных квартирных домов для сдачи, Расселы ничего не делали с землёй вплоть до 4-го Графа Бедфордского, Френсиса Рассела, активного и амбициозного бизнесмена, который поручил Иниго Джонсу в 1630 году спроектировать и построить церковь и три террасы красивых домов вокруг большой площади или пьяццы. Заказ был спровоцирован Карлом I, взявшимся за состояние дорог и домов вдоль Лонг Акра, которые были ответственностью Рассела и Генриха Кери, 2-го Графа Монмута. Рассел и Кери жаловались, что по декларации 1625 года о Зданиях, которая ограничивала строительство внутри и вокруг Лондона, они не могли строить новые дома, после чего король даровал Расселу, за взнос в £2,000, лицензию на строительство сколько угодного количества домом на его земле, как он «подумает, оценит и решит». Церковь Сент-Полс была первым строением, начатым в июле 1631 году в западной части площади. Последний дом был закончен в 1637 году.
Дома изначально привлекали богатых, однако по мере развития рынка в южной части площади примерно в 1654 году, аристократия съехала, а кофейни, таверны и проститутки въехали. Бедфордские владения были увеличены в 1669 году, включив в себя Блумсбери, когда Уильям Рассел женился на одной из дочерей 4-го Графа Саутгемптонского.
К XVIII веку Ковент-Гарден стал известным кварталом красных фонарей, привлекавшим известных проституток. Описания проституток и где их найти предоставлялись в «Списке Гарриса Леди Ковент-Гардена», «обязательном путеводителя и аксессуаре любого серьёзного джентльмена удовольствия». В 1830 году было построено здание рынка, чтобы создать более постоянное торговое место. В 1913 году Хербранд Рассел, Одиннадцатый Герцог Бедфордский согласился продать Ковент-Гарден за £2 миллиона члену парламента и земельному спекулянту Маллаби-Дили, который, в свою очередь, продал право на выкуп в 1918 году Томасу Бичему за £250,000.

### Управление
Территория Ковент-Гарден изначально была под управлением Вестминстерского Аббатства и лежало в общине Сент-Маргарет. Во время реорганизации в 1542 году он был передан в общину при Сент-Мартин-ин-зе-Филдс, а затем в 1645 году была создана новая община, которая разделила район между Сент-Полом в Ковент-Гарден и Сент-Мартином, оба по-прежнему в пределах района Вестминстер. Сент-Пол Ковент-Гарден был полностью окружён общиной Сент-Мартин-ин-зе-Филдс. Они были затем сгруппированы в район «Стрэнд» в 1855 году.
В 1889 году община стала частью Графства Лондона, а в 1900 году оно стало частью Городского Боро Вестминстер. Община была упразднена в 1922 году. С 1965 года Ковент-Гарден входит в боро Вестминстер и Камден, а также парламентские избирательные округ Лондонского Сити и Вестминстера и округ Холборн и Сент-Панкрас.

### Современные изменения

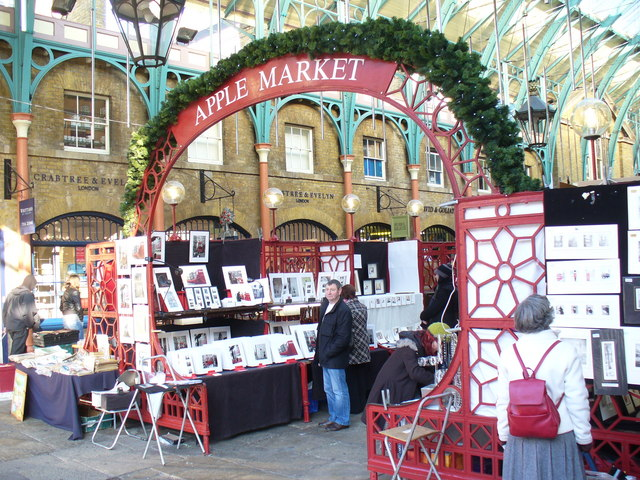
Неоклассическое здание Чарльза Фаулера 1830-го года отремонтированное для использования в качестве торгового центра

Ковент-Гарден был частью Компании Бичам с 1924 по 1928 год, после чего территорий управляла компания-последователь, названная Ковент-Гарден Попертис Компани Лимитед, принадлежавшая семье Бичам и другим частным инвесторам. Новая компания продала часть собственности в Ковент-Гардене когда активизировалась на инвестициях в других частях Лондона. В 1962 году вся оставшаяся собственность в районе Ковент-Гарден, включая рынок, была продана вновь созданному правительственному Управлению Ковент-Гарден за £3,925,000.
К концу 1960-х годов пробки стали столь существенной проблемой, что использование площади как оптового рынка становилось неоправданным, поэтому была запланирована большая реконструкция. Вслед за общественными протестами здания вокруг площади были защищены в 1973 году, предотвратив реконструкцию. В следующем году рынок переехал на новое место на юго-западе Лондона. Площадь зачахла вплоть до открытия центрального здания в качестве торгового центра в 1980 году. План действий был представлен Советом Вестминстера в 2004 году, составленный в консультациях с местными жителями и представителями бизнеса с целью улучшить район, сохранив при этом исторический характер. Здание рынка, вместе с другими зданиями в Ковент-Гардене были куплены частной компанией в 2006 году.

## География

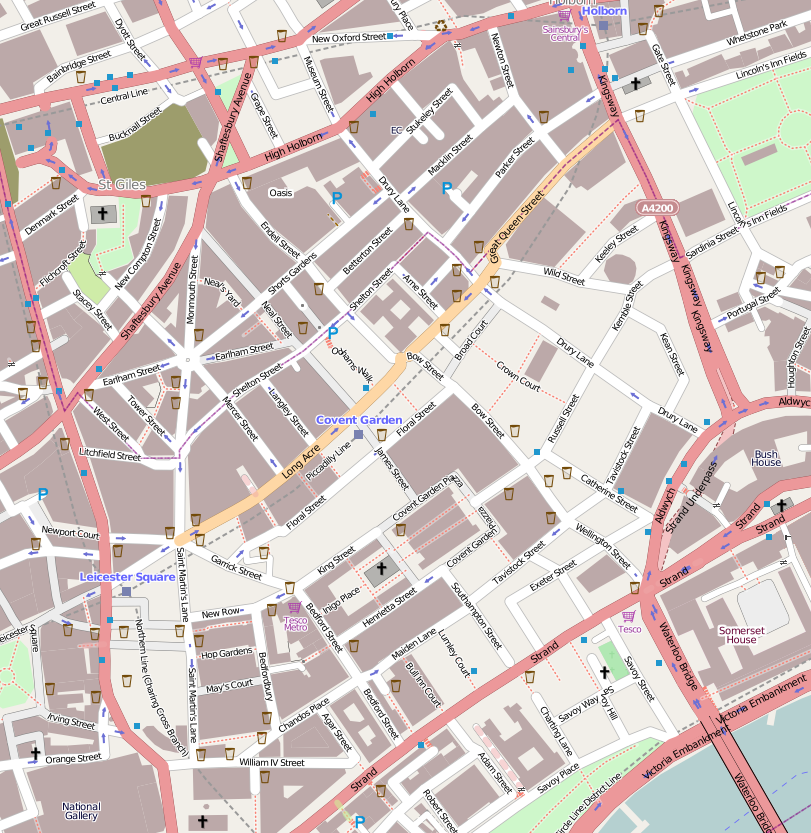
Карта района на OpenStreetMap

Исторически Бедфордская собственность определяла границу Ковент-Гардена по Друри-Лейн на востоке, Стрэнду на юге, Сент-Мартинс Лейн на западе и Лонг Акр на севере. Со временем район разросся севернее Лонг Акра до Хай Холборн. Шелтон Стрит, идущая севернее параллельно Лонг Акр, обозначает границу между Вестминстером и Камденом. Лонг Акр — центральная артерия, идущая с севера на восток от Сент-Мартинс Лейн до Друри-Лейн.
Район к югу от Лонг Акра включает в себя Королевский Дом Оперы, рынок и центральную площадь и большинство красивых зданий, театры развлекательные заведения, включая Королевский театр Друри-Лейн и Лондонский музей общественного транспорта, а территория к северу от Лонг Акра в основном отдана независимым отдельным магазинам, сосредоточенных на Нил Стрит, Нилс Ярд и Севен Дайлс, хотя эта территория имеет и жилые здания, как например Одхамс Уолк, построенной в 1981 году на месте издательства Одхамс, где живут более 6 тысяч человек.

## Экономика

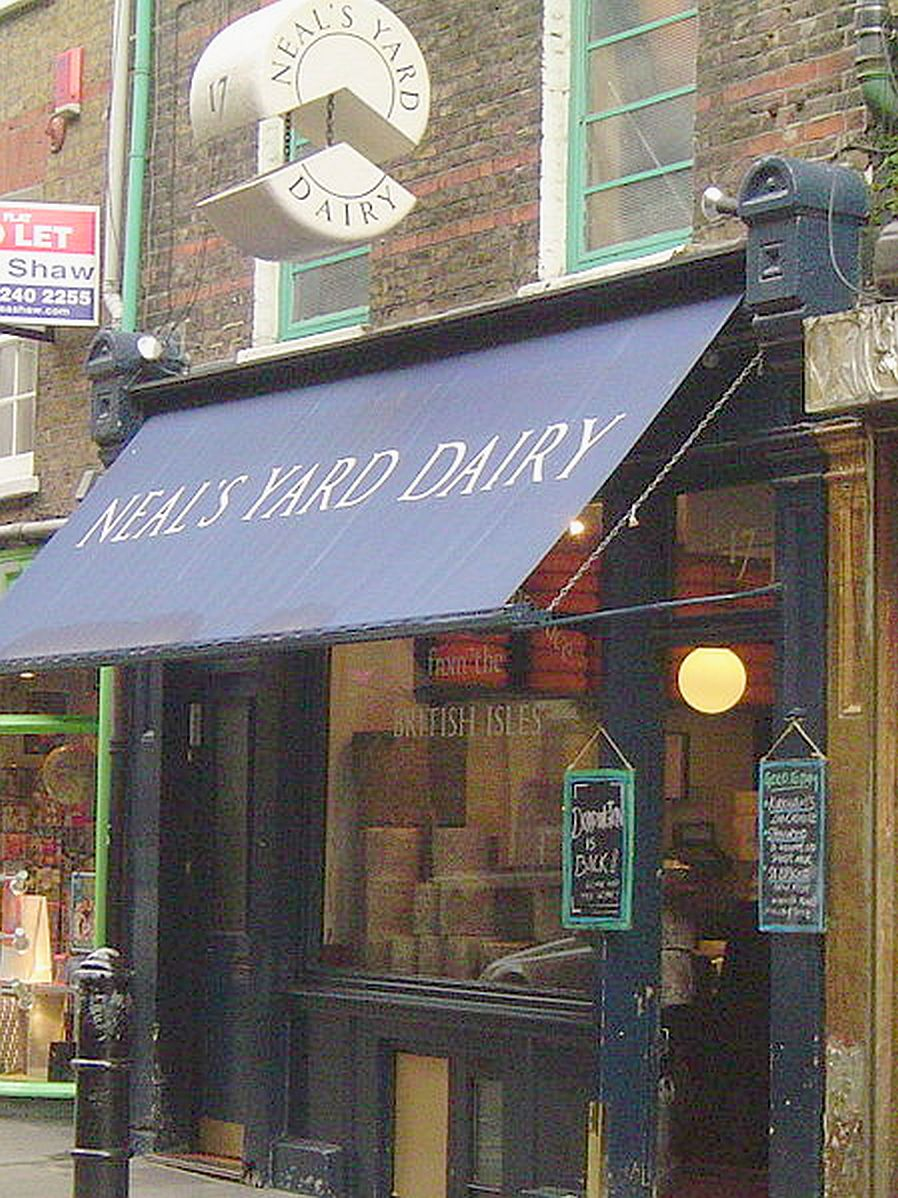
Сырный магазин рядом с Нилс Ярд

Историческая связь района с торговлей и развлечениями продолжается и сегодня. В 1980 году Рынок Ковент-Гарден открылся в качестве торгового центра, в 2010 году самый большой в мире Apple Store открылся на площади. Центральный холл имеет магазины, кафе, бары, а на Яблочном рынке стоят прилавки с древностями, украшениями, одеждой и подарками, дополнительные обычные прилавки есть на Юбилейной Зале Рынка в южной части площади. Лонг Акр имеет различные магазины и бутики одежды, Нил Стрит примечательна большим количеством обувных магазинов. Лондонский Музей Транспорта, боковой вход в кассы Дома Оперы и другие заведения расположены на самой площади. В конце 1970-х и 1980-х музыкальное заведение «Rock Garden» было популярно среди панк-рок исполнителей и исполнителей Новой Волны.
Холлы рынка и некоторые другие здания в Ковент-Гардене были куплены компанией CapCo в партнёрстве с GE Real Estate в августе 2006 года за £421 миллион в 150-летнюю аренду. Здания сданы Трасту Района Ковент-Гарден, который платит ежегодную условную арендную плату в одно красное яблоко и маленький букет цветов за каждое здание, а Траст в свою очередь защищает собственность от реконструкции. В марте 2007 года CapCo также приобрела магазины, расположенные под Королевским Домом Оперы. Вся собственность CapCo в Ковент-Гардене составляет примерно 55,000 м2 и имеет примерную рыночную стоимость в £650 миллионов.

## Достопримечательности

### Королевский Дом Оперы

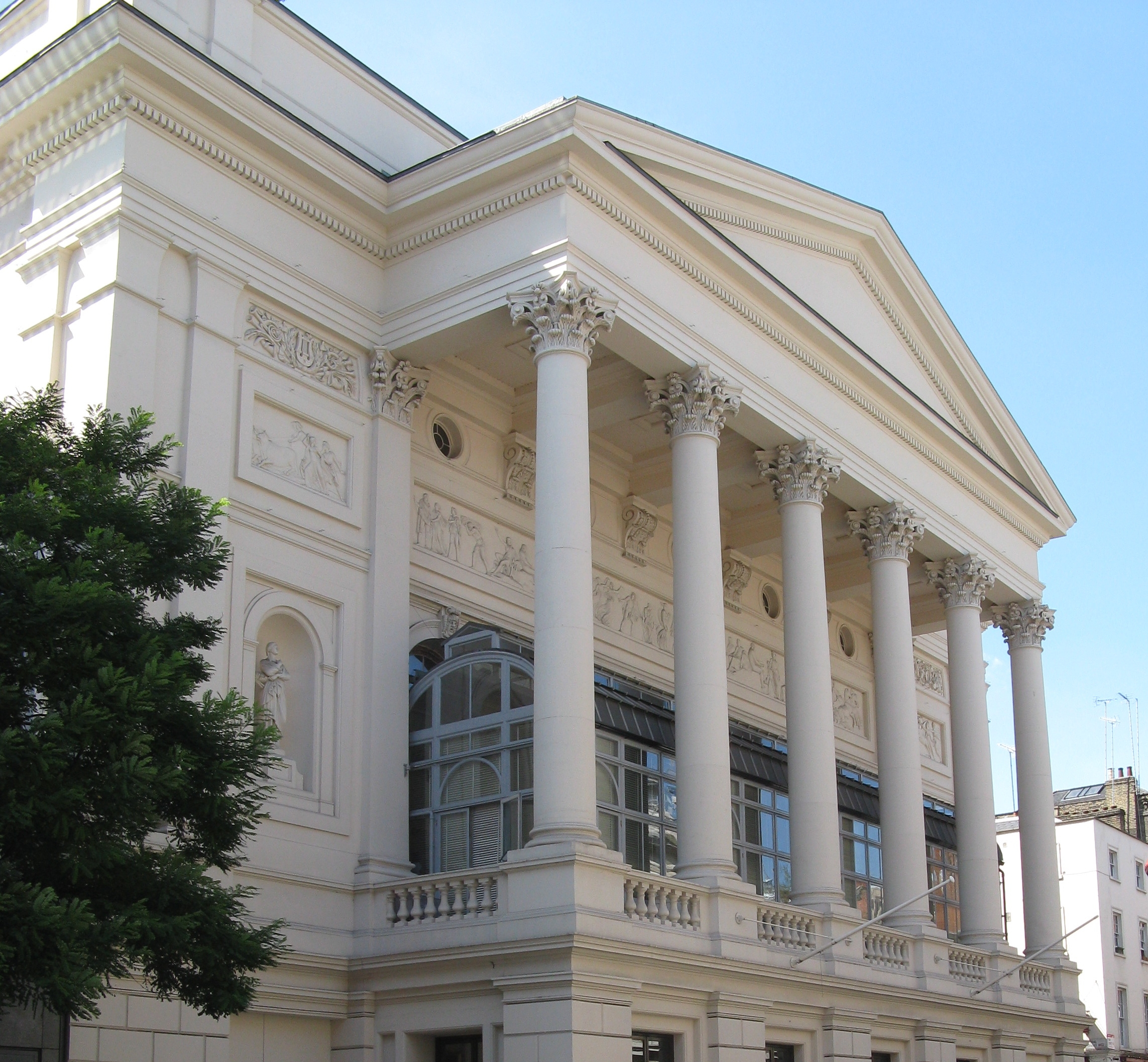
Фасад Королевского Дома Оперы 1858 года

Королевский Дом Оперы, часто называемый просто «Ковент-Гарден», был построен как «Театр Короля» в 1732 году по проекту Эдварда Шеферда. В течение первой сотни лет своей истории театр был в основном драматическим, с патентной грамотой выданной Карлом II Ковент-Гардену и Королевскому театру Друри-Лейн на эксклюзивное право устной драмы в Лондоне. В 1734 году был представлен первый балет, а спустя год начался первый сезон опер Генделя. Многие его оперы и оратории были написаны специально для Ковент-Гардена, где и проходили их премьеры. Здание стало домом для Королевской оперы в 1945 году и Королевского балета с 1946 года.
Нынешнее здание — третье на этом месте из-за разрушительных пожаров в 1808 и 1857 годах. Фасад, фойе и аудитория были спроектированы Эдвардом Барри и датируются 1858 годом, однако практически все остальные элементы относятся к большой реконструкции в 1990-х, обошедшейся в £178 миллионов. Королевский Дом Оперы вмещает 2,268 человек и состоит из четырёх уровней мест и балконов и амфитеатральной галереи. Сцена для представлений — примерно 15-метровый квадрат. Основная аудитория является защищённым зданием Первого Класса. Включение смежного старого Цветочного Холла, бывшего раньше частью старого рынка Ковент-Гарден, создало новое большое место для собраний публики.

### Площадь Ковент-Гарден

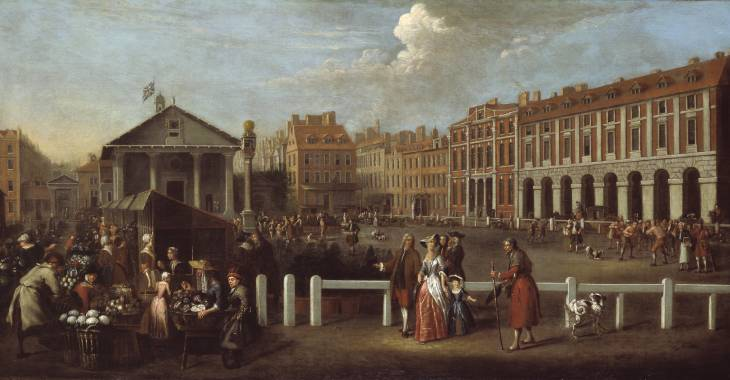
Картина площади 1737 года до того, как в 1830 году было построено здание рынка

Центральная площадь района названа просто «Ковент-Гарден», часто называемая также «Пьяцца Ковент-Гарден», чтобы отделить её от давшей ей имя окружающей территории. Это была первая современная площадь в Лондоне и изначально она представляла собой ровной свободное пространство с низким ограждением. Обычный рынок появился на южной стороне и к 1830 году было построено нынешнее здание рынка. Площадь популярна среди уличных артистов, которые договариваются с владельцами места о конкретном времени выступления. Изначально площадь была выложена в 1630 года после заказа Френсиса Рассела Иниго Джонсу спроектировать и построить церковь и три террасы красивых домов вокруг места бывших застенных садов, принадлежавших Вестминстерскому аббатству. Проект Джонса использовал его знания планирования современных городов в Европе, в частности в Ливорно в Тоскане, Площадь Сан-Марко в Венеции, Площадь Сантиссима Анноциата во Флоренции и Площадь Вогезов в Париже. Центральное место в проекте занимала большая площадь, концепция которой была нова для Лондона и которая оказала огромное влияние на современной планирование всего города, послужив прототипом для вновь строящихся районов по мере роста метрополии. Исаак де Каус, французский гугенот и архитектор, проектировал отдельные дома по общему проекту Джонса.
Церковь Сент-Полс стала первым зданием и была начата в июле 1631 года в западной части площади. Последнее здание было закончено в 1637 году. Семнадцать домов имели аркадные портики, организованные в группы по четыре и шесть с обеих сторон от Джеймс Стрит на ссеверной стороне, и по три и четыре с обеих сторон от Рассел Стрит. Именно эти аркады, а не сама площадь, получили имя Пьяцца, а группа от Джеймс Стрит до Рассел Стрит стала известна как «Большая Пьяцца», а к югу от Рассел Стрит — «Маленькая Пьяцца». Однако до наших дней дома Иниго Джонса не дошли, поскольку северная часть группы была реконструирована в 1877—1879 годах в Бедфордские Палаты.

### Рынок Ковент-Гарден

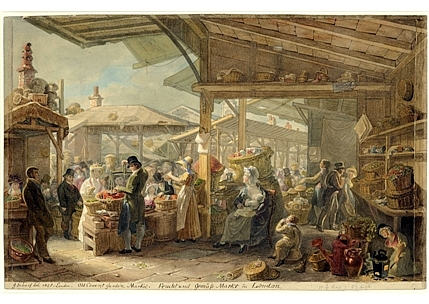
Картина рынка до того, как здание Фаулера было построено в 1830 году

Первая запись о «новом рынке в Ковент-Гардене» появилась в 1654 году, когда рыночные торговцы ставили свои прилавки напротив садовой стены дома Бедфордов. Граф Бедфордский получил частную грамоту от Карла II в 1670 году на фруктовый и овощной рынок, разрешавшую ему и его наследникам открывать рынок каждый день, кроме воскресенья и Рождества. Первоначальный рынок, состоявший из деревянных прилавков и навесов, стал неорганизованным и беспорядочным, поэтому Шестой Герцог запросил Парламентский Акт в 1813 году для его регулирования, а затем заказал Чарльзу Фаулеру в 1830 году спроектировать и построить неоклассическое рыночное здание, которое является сегодня сердцем Ковент-Гардена. Позднее были построены и другие здания — Цветочный Зал, Арендный Рынок и Юбилейный Рынок в 1904 году для иностранных цветов, построенный Кобиттом и Говардом.
К концу 1960-х пробки стали создавать проблемы для рынка, которому требовались всё более крупные грузовики для доставки и продажи. Была запланирована реконструкция, однако протесты со стороны Ассоциация Общества Ковент-Гарден в 1973 году вынудили присвоить десятку зданий вокруг площади статус культурной ценность, что предотвратило реконструкцию. В следующем году рынок переехал на новое место в «Новый Рынок Ковент-Гарден», примерно в 5 км на юго-восток в районе Найн Элмс. Центральное здание вновь открылось в 1980 году в качестве торгового центра и теперь является туристической достопримечательностью с кафе пабами, маленькими магазинчиками и ремесленным рынком под названием «Яблочный Рынок». Другой рынок, Юбилейный, находится в Юбилейном Холле на южной стороне площади.

### Королевский театр Друри-Лейн

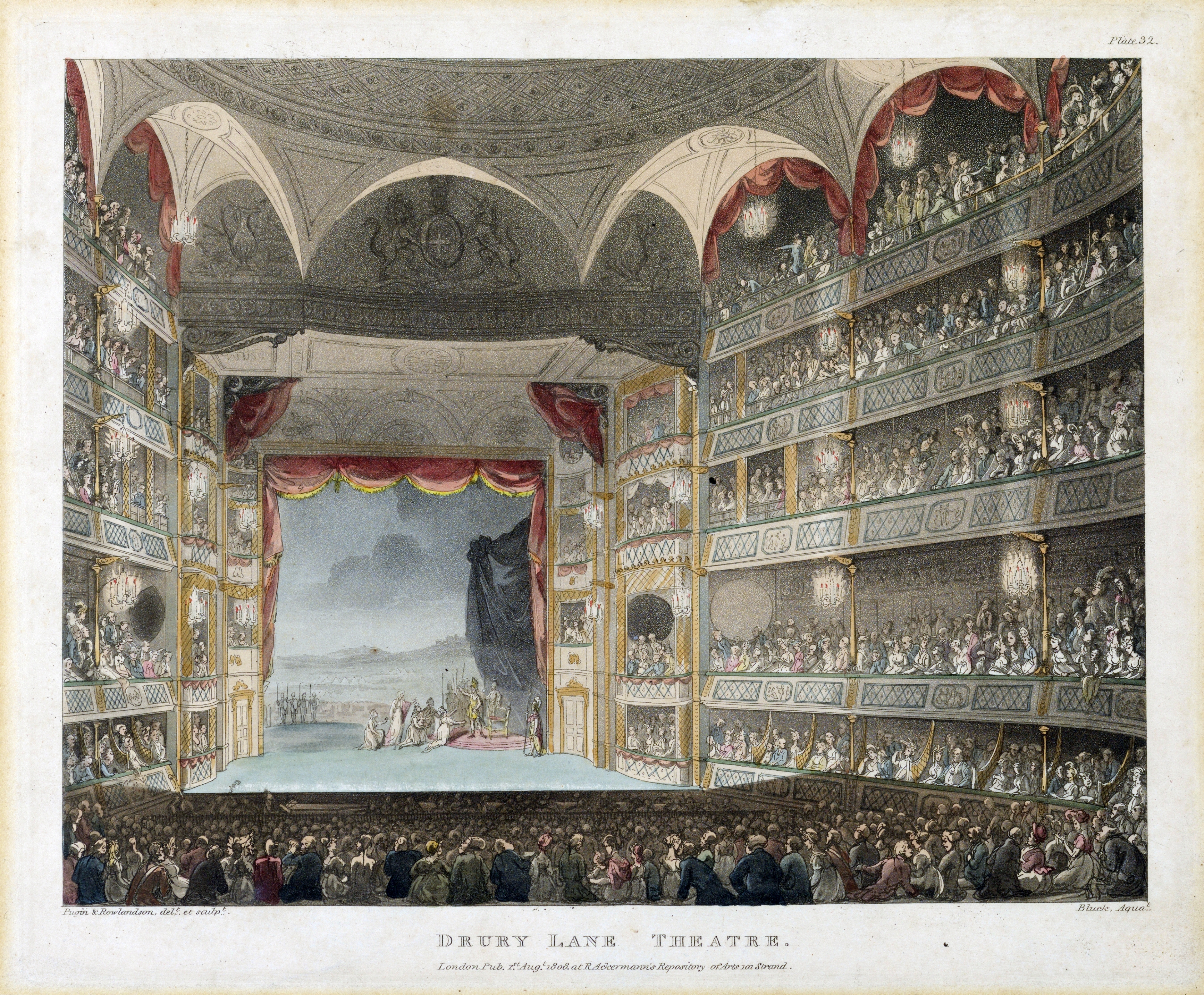
Инерьер Театра Друри-Лейн, нарисованный Августом Пугиным и Томасом Роулендсоном, 1808 год

Современный Королевский Театр Друри-Лейн — самая современная из четырёх инкарнаций, первая из которых открылась в 1663 году, что делает этот театр самый старым постоянно используемым театром Лондона. В течение большинства из своих первых двух веков он имел, наравне с Королевским Домом Оперы, право на показ драмы и имел претензии на звание одного из ведущих театров Лондона. Первый театр, известный как «Королевский театр Бриджес Стрит» имел на своей сцене выступления Нелла Гвина. После того, как он сгорел в 1672 году английский драматург и театральный управленец Томас Киллигрю договорился с Кристофером Реном о строительстве театра по-больше на том же самом месте, который открылся в 1674 году. Это здание простояло примерно 120 лет под управлением Колли Киббера, Дэвида Гаррика и Ричарда Бринсли Шеридана. В 1791 году при Шеридане здание было снесено, чтобы построить ещё более вместительный театр, который открылся в 1794 году, однако оно продержалось всего 15 лет, сгорев в 1809 году. Современное здание открылось в 1812 году. Театр принимал столь разных актёров, как шекспировский актёр Эдмунд Кин, детская актриса Клара Фишер, комедийная труппа Монти Пайтон (которая записала здесь концертный альбом), а также музыкальный композитор и исполнитель Айвор Новелло. С ноября 2008 года театр принадлежит композитору Эндрю Ллойд Уэбберу и в основном показывает популярные мюзиклы.

### Лондонский Музей Общественного Транспорта
Лондонский Музей Общественного Транспорта расположен в викторианском здании из железа и стекла в восточной части площади. Оно было построено для цветочного рынка Вильямом Роджерсом в 1871 году, и было впервые занято музеем в 1980 году. До этого коллекция транспорта содержалась в Сайон-хаус в Клэпхеме. Первая часть коллекции была собрана в начале XX века компанией London General Omnibus Company, которая стала сохранять списанную технику. После того, как компания была куплена компанией London Electric Railway, коллекция была расширена железнодорожным транспортом. Коллекция продолжила расти, после того как эта компания, в свою очередь, стала частью, государственного управления общественного транспорта Лондона, в 1930 году. В Ковент-Гардене выставлены множество примеров автобусов, трамваев, троллейбусов и железнодорожного транспорта XIX и XX веков, а также вещи и экспонаты, относящиеся к работе и рекламе общественного транспорта и влиянию развития транспортной сети на город и его население.

### Церковь Святого Павла
Церковь, также известная как Актёрская Церковь, была спроектирована Иниго Джонсом, как часть заказа Френсиса Рассела в 1631 году создать «дома и строения, соответствующие привычкам Джентльмена и человека со способностями». Работы над церковью начались в том же году, а к 1633 году она была закончена с общей стоимостью в £4,000 и освящена в 1638 году. В 1645 году Ковент-Гарден стал отдельной приходской общиной, а церковь была посвящена Апостолу Павлу. Остаётся неясным, насколько здания похоже на оригинальное здание Джонса, поскольку церковь была повреждена пожаром в 1795 году во время реставрационных работ, и хотя колонны считаются оригинальными, остальная часть в основном относится к георгианской и викторианской реконструкции.

## Культура

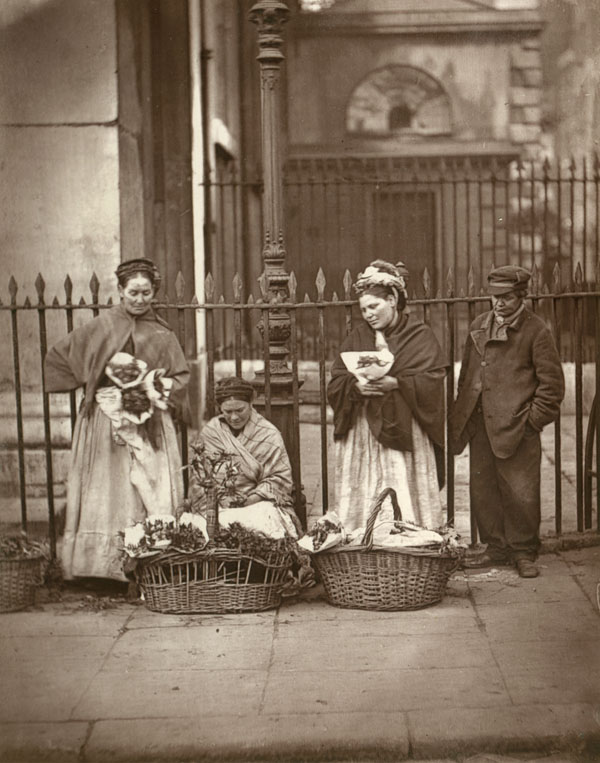
Женщина, продающая цветы на тротуаре в Ковент-Гардене, 1877 год

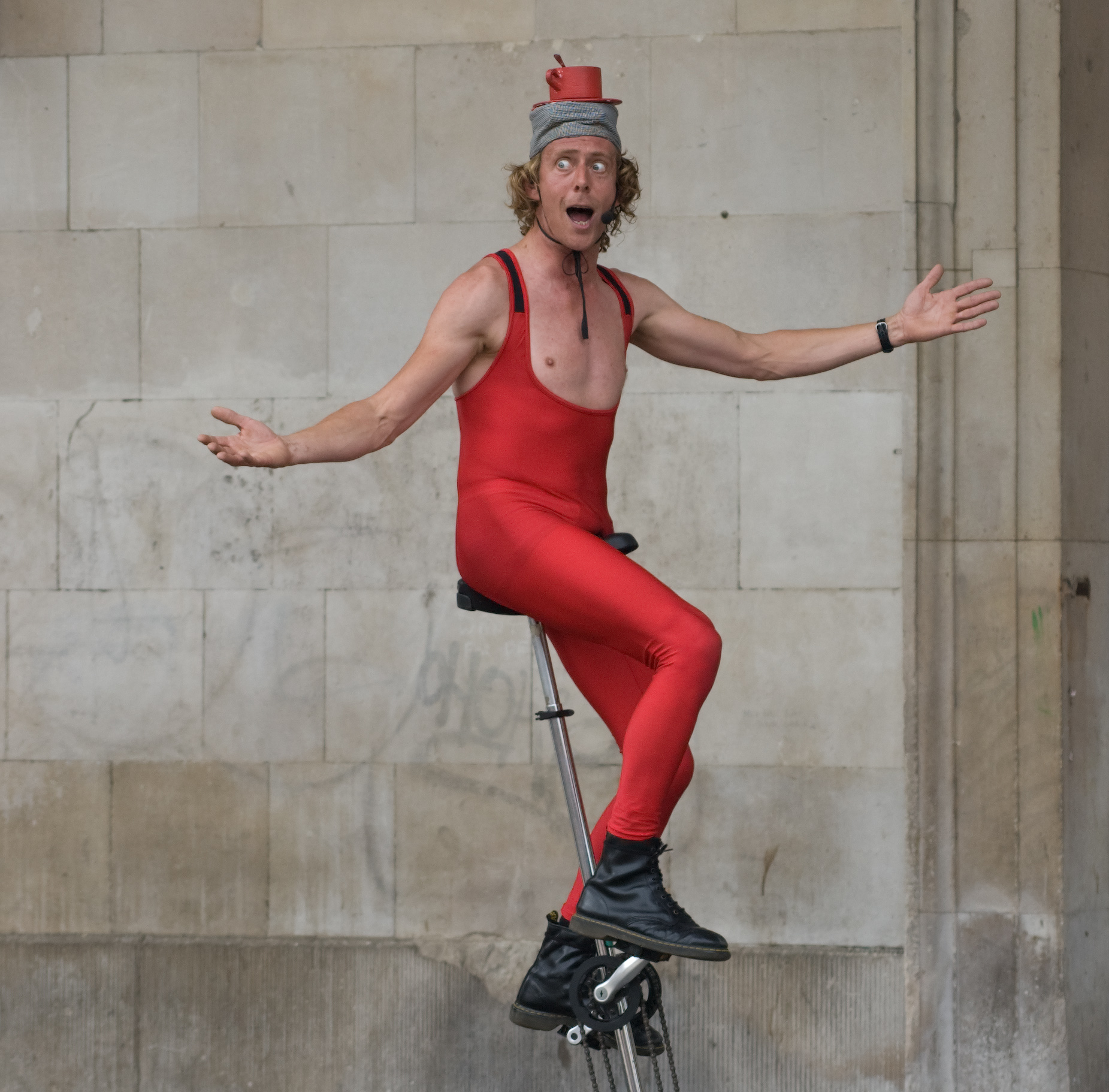
Уличный артист на специально отведённом месте около Сент-Полса

Историческая связь района с торговлей и развлечениями продолжается и сегодня. В Ковент-Гардене расположено 13 театров, и более 60 пабов и баров, расположенных в основном южнее Лонг Акра вокруг основной торговой территории старого рынка. В районе Севен Дайлс на севере Ковент-Гардена в 1977 году располагался панк-рок клуб The Roxy в 1977 году, и район сохранил свою концентрацию на молодёжь со своими среднерыночными распродажными магазинами.
Здесь установлен памятник Агате Кристи.

### Уличные представления
Уличные развлечения в Ковент-Гардене были записаны Сэмюэлем Пипсом в свой дневник ещё в мае 1662 года, где он упоминает о кукольном представлении. Ковент-Гарден имеет лицензию на уличные представления и исполнители проходят прослушивание для конкретного времени на нескольких точках вокруг рынка, включая Северный Холл, Западная Пьяцца и Двор Южного Холла. Последний отведён только под классическую музыку. Уличные артисты есть на Рынке Ковент-Гарден каждый день в году, кроме Рождества. Шоу идут в течение дня и длятся в течение примерно 30 минут. В марте 2008 года владелец рынка CapCo предложил сократить выступления до одного 30-минутного шоу в час.

### Пабы и бары
В районе Ковент-Гарден расположено около 60 пабов и баров, некоторые из которых расположены в исторических зданиях, а также состоят в Национальном Списке Исторических Интерьеров Пабов, составленном CAMRA. The Harp на площади Чандос получил несколько наград в последние годы. The Lamb & Flag на Роуз Стрит имеет репутацию старейшего паба в районе, хотя документального подтверждения этому нет. Первое упоминание о пабе на этом месте относится к 1772 году (тогда он назывался Cooper’s Arms, а имя изменилось на Lamb & Flag в 1833 году), а кирпичный экстерьер 1958 года маскирует то, что может быть костяком начала XVIII века, заменившим старый дом, построенный в 1638 года. Паб стал известным как место кулачных боёв в начале XIX века, когда его прозвали «Ведро Крови» Улочка за этим пабом стала местом нападения на Джона Драйдена в 1679 году бандитами, нанятыми Джоном Уилмотом, 2-м графом Рочестер, с которым у них был длительный конфликт. The Salisbury на Сент-Мартинс Лейн была построена как часть шестиэтажного блока примерно в 1899 году на месте более раннего паба, который был известен под несколькими именами, включая Coach & Horses и Ben Caunt’s Head. Здание и защищено государством, и входит в список CAMRA за качество травлёного и полированного стекла и работы по дереву, сочетающиеся в «хорошем fin de siècle ансамбле».

### Культурные связи
Ковент-Гарден, и особенно рынок, упоминаются в различных произведениях. Элиза Дулитл, главная героиня в пьесе Джорджа Бернарда Шоу «Пигмалион» и музыкальной адаптации Алана Джей Лернера «Моя прекрасная леди», — продавщица цветов в Ковент-Гардене. Фильм 1972 года Альфреда Хичкока «Исступление» про продавца фруктов в Ковент-Гардене, который становится серийным сексуальным убийцей, был снят на рынке, где его отец был оптовым продавцом зелени. Ежедневная активность на рынке была темой документального фильма Линдсей Андерсон «Каждый день кроме Рождества», который выиграл Гран-При Венецианского кинофестиваля Короткометражных и Документальных фильмов.

## Транспорт
Ковент-Гарден обслуживается линией Пикадилли на станции Ковент-Гарден, на углу Лонг Акра и Джеймс Стрит. Станция была открыта компанией Great Northern, Piccadilly and Brompton Railway 11 апреля 1907 года, четыре месяца после начала работы остальной линии 15 декабря 1906 года. Доступ на платформы есть только на лифте или по лестнице. До реконструкции входных ворот в 2007 году, из-за большого пассажиропотока (16 миллионов ежегодно), Лондонское метро советовало пассажирам выходить через станцию «Лестер Сквер» и немного пройти пешком (маршрут метро в примерно 275 метров — самый короткий в Лондоне), чтобы избежать толпы. Совсем рядом с районом находятся станции Чаринг-Кросс и железнодорожный вокзал Чаринг-Кросс, станции метро Лестер Сквер и Холборн. Хотя через сам Ковент-Гарден проходит только один автобусный маршрут, более 30 маршрутов проходят неподалёку, в основном по Стрэнду и Кингсуэй.